# Hans Joachim Schneider
Hans Joachim Schneider (ur. 14 listopada 1928 w Biedenkopfie, zm. 18 czerwca 2015) – niemiecki kryminolog, w latach 1967-1971 pracował na Uniwersytecie w Hamburgu, gdzie w 1971 uzyskał habilitację, profesor Uniwersytetu w Münster. Napisał podręcznik kryminalistyki zawierający ok. 1000 stron. Otrzymał w 1987 tytuł doktora honoris causa Uniwersytetu Łódzkiego.